# 豊浦層群
豊浦層群（とよらそうぐん、Toyora Group）は、日本のジュラ系で、1920年に矢部長克により豊浦層と命名されたのが最初。1949年に松本達郎によって現在の名称となる。矢部によりToyoura Seriesという英語名が与えられたが、地層名は豊浦郡（とよらぐん）に由来する。地名の読みが不適切である場合、その先取権を尊重する必要はないため、現在の読みと英語綴りに変更されている。

## 概要

### 分布・模式地
豊浦層群は、山口県西部の下関市（2005年2月に旧下関市と旧豊浦郡の範囲が合併）の南半部の田部盆地（下関市菊川町に位置する盆地）の周辺に分布し、その模式地の位置する北部地域および南部地域とに活断層である菊川断層の左横ずれによって隔離されている。六部山周辺の中部地域は報告が少なく言及されないことが多い。豊浦層群は、全層厚は約1000-2000 m 。

### 層序・岩相
豊浦層群は、古生代の蓮華変成岩および豊東層群を傾斜不整合で覆い、ジュラ紀末期 - 白亜紀前期の豊西層群に平行不整合ないし、一部、傾斜不整合で覆われる。
豊浦層群の層序は、下位から東長野層、西中山層、歌野層、阿内層に区分され、比較的静穏な内海の堆積盆地で堆積した剥離性 - 塊状の黒色泥岩・砂質泥岩、砂岩、礫岩などからなり、堆積物重力流によって特徴づけられる岩相を示す。
北部地域の豊浦層群は、岩相で区分され地層境界は時間面と斜交している部分があるのに対し、南部地域では汎世界的な主要なシーケンス境界（等時間面）に対比される礫岩などによって概ね区分されており、北部・南部両地域の各層の境界の年代は必ずしも一致していない。

### 産出化石
豊浦層群はアンモナイトをはじめ、六放サンゴ、ウミユリ類、トリゴニア科・イノセラムス科・ポシドニア科などの多種多様の貝類、ベレムナイト、シダ類のオニキオプシスなどの化石を産する。東長野層から阿内層までの各層には生痕属フィコシフォンの単一相からなる生物擾乱泥岩の挟在が認められる。

### 地質年代
地質年代は、北部地域では、シネムーリアン期 - バトニアン期、南部地域ではヘッタンギアン期 - 前期キンメリッジアン期と推定されている。

### その他
かつて南部地域の現在の歌野層中の道路法面で層群を分ける不整合面が記載され、これより上位の層序は豊西層群清末層とされたが、不整合面があるとされた層準は道路法面の頂部にみられる段丘礫層より少し下方で法面小段よりも上の歌野層中に位置するものの、不整合面や礫岩、岩相の変化が認められず、道路法面より層序的上位にも同岩相の歌野層が厚く分布することが明らかにされている。
また、阿内層（1965年の高橋ほかによる記載に基づく歌野層）の上部層準に、かつて豊西層群清末層の中尾シルト岩部層と七見砂岩部層との境界が定義され、これが松本達郎による定義に基づく豊浦層群と豊西層群との境界とみなされ漸移的で整合一連であったため、清末層とこの下位の層序（=阿内層）との間に不整合は存在しないと解釈されたが、実際の阿内層・豊西層群境界はさらに層序的上位に位置し、また、南部地域全域において清末層基底部（松本による定義）の側方連続性の良い厚い砂岩・礫岩層によって両層群は画されている。さらに、植物化石を多産する阿内層を豊西層群とするその他の裏付けも否定され、清末層とする解釈は誤りであるとされている。

## 堆積環境
豊浦層群の堆積場はその東縁を長門構造帯で画され、生物相などから比較的静穏な内海で堆積した地層と考えられている。
北部地域
東長野層のNbc-Nss部層は、東側の長門構造帯に由来する構造盆地縁辺相の崖錐スロープエプロン堆積物、東長野層の最上部（Nsh部層）、西中山層および歌野層は堆積盆底～海底扇状地の堆積環境を示すとされている。
南部地域
南部地域の東長野層は、基底の崖錐スロープエプロン堆積物に始まる浅海、西中山層は堆積盆底、歌野層は、ファンデルタ外縁のプロデルタ-スロープおよび側方-下方斜面、阿内層は、長門構造帯に沿って形成されたファンデルタ外縁のプロデルタスロープからファンデルタスロープ下部（海水準変動により淡水の影響の強い岩相もある）の堆積環境を示すとされている。
なお、北部地域は東長野層から歌野層に至る層序で海進期・海退期が認められるのに対し、南部地域では海退期・海進期・海退期を示す堆積サイクルが認められており、南部地域の東長野層下部はより早期に堆積が開始している。

## テクトニクス
豊浦層群の堆積していた頃の日本は、砕屑性ジルコンを用いた地質年代学的研究により北中国地塊よりも南中国地塊と密接な関係にあったことが実証されており、豊浦層群は南中国地塊の南東縁で堆積したと考えられている。豊浦層群の堆積盆地の形成と消滅の過程において、それぞれ美祢層群と豊浦層群との間、豊浦層群と豊西層群との間の層群レベルの層序間隙の形成は、汎世界的な海水準変動に起因するものではなく南中国地塊南東縁における広域テクトニクスと密接に関わっているとされている。なお、北中国地塊説をとっている報告もあるが、砕屑性ジルコンが北中国地塊と近似の年代スペクトルを示していてもその他の年代スペクトルにより南中国地塊に起源をもつと結論されている報告や、北中国地塊東縁のハンカ・佳木斯・ブレヤ地塊が南中国地塊の北東方延長とされ、後期ペルム紀-前期三畳紀には北中国地塊と南中国地塊は同緯度かさらに北に達し、またペルム紀（300-280 Ma）には韓半島において南・北中国地塊は衝突を開始していたとする報告もある。これによりペルム紀腕足類フォーナに基づく古生物地理との対立を無理なく説明可能なものとなっている。

### 堆積盆地形成のテクトニクス
豊浦層群の堆積盆地は豊浦盆地と称し、その東縁に沿って分布する長門構造帯と平行に伸長する当時の前弧域に形成された構造盆地とされている。この構造盆地は、長門構造帯の境界断層に沿った傾斜すべり運動によって形成された南東に傾斜する傾動盆地と考えられており、また、長門構造帯の変形スタイルや豊浦層群の堆積作用の特徴から横ずれ型の構造盆地に相当する可能性が示唆されている。なお、豊浦盆地に侵入した海は、陸地に挟まれた内海であり、豊浦海の名が付けられている。
長門構造帯（蓮華帯）は、秋吉帯、周防帯、美濃-丹波帯などの付加体と全体的にほぼ平行に帯状に分布する地質体で、当時の海溝とほぼ平行な構造的背景にある。長門構造帯より東側の地域では、後期ぺルム紀付加体の秋吉帯を基盤として中期三畳紀後半 - 後期三畳紀前半の期間に堆積した厚保層群や美祢層群からなる陸棚型堆積岩が分布しており、また、その東方に低温高圧型の周防帯（230-160 Ma）が分布し、山口県内の周防帯の変成岩から約2億2700万年前から2億600万年前の冷却年代（変成帯の上昇年代に相当）を示すとされる放射年代値が報告されている。
美祢層群と豊浦層群との間の層序の欠如と豊浦層群の堆積盆地の形成は、周防変成帯の上昇を伴った前弧域の隆起運動に起因し、この地殻変動により長門構造帯のNE-SW性鉛直断層系の形成が起こり豊浦層群の構造盆地が出来上がったとされている。なお、1951年の小林貞一による報告では、豊浦層群が豊ヶ岳の三郡変成岩類（現在の蓮華変成岩）を覆っていることから、レーティアン期（=三畳紀末）の三郡帯における豊ヶ岳地殻変動（または豊ヶ岳造陸運動）により、美祢層群が上昇を開始しジュラ紀前半の継続的な地盤の露出によりノーリアン階の大部分が浸食され、また、豊ヶ岳造陸運動の結果、北西側の三郡変成岩類の地帯が相対的に沈降し、レーティアン期末ないしライアス世（=前期ジュラ紀）初めの海面上昇期に海水が内侵したとされている。1975年の高橋・三上による報告においても小林による報告とほぼ同じ見解であり、長門構造帯構成岩類の広域にわたる隆起運動により長門構造帯方向の断層が形成されたことを付け加え、これらの一連の地殻変動を豊ヶ岳変動と称している。

### 堆積盆地消滅のテクトニクス
豊浦層群の構造盆地では比較的深い環境を示す南部地域において、北部地域より早期に海域が侵入し堆積を開始している。南中国地塊内陸部におけるリフティングや海洋プレートの沈み込みなどに起因して南中国地塊南東縁では、後期ジュラ紀の間の約1億6100万-1億5000万年前の1100万年間に蓮華帯から周防帯にわたる付加体群が海溝側へ衝上することにより西南日本の広域にわたってナップ構造が形成され、とくに豊浦層群の堆積盆地より西方の九州北部では蓮華帯の構成メンバーが秋吉帯を越えて周防帯と接しており、また、これに伴う地殻の隆起により九州北部では前期白亜紀のオーテリビアン期以降に関門層群脇野亜層群が秋吉帯・蓮華帯をジュラ系を欠いて直接覆っていることから、比較的隆起・削剥量が著しかったと考えられている。この後期ジュラ紀の変動によって豊浦層群の堆積盆地は、地殻の隆起による外海域との隔絶と2次オーダーの大きなサイクルの海進による海域の侵入が起こりつつ汽水-淡水湖沼化が生じ、キンメリッジアン期中葉（155Ma）に堆積盆地が消滅したと解釈されている（阿内層の項目を参照）。
後期ジュラ紀の大陸側から海洋側への衝上断層の形成のほか、中-後期ジュラ紀から白亜紀初期における美濃-丹波帯や秩父帯の大量の付加体の形成を中心とした地殻変動は、ジュラ紀変動として知られている。

## 初期における研究史
横山又次郎による1904年（明治37年）の報告によると、豊浦地域の平たく圧縮されたアンモナイトは1887年に西中山付近の新しい道路法面（現在の豊浦層群西中山層）において木村教諭により見出されたのが山口県で最初のアンモナイトの発見であり、1895年に井上禧之助によって学術界で知られるようになったとある。　
1896年（明治29年）の井上禧之助による報告において、ヨーロッパのHarpoceras bifronsやH. exaratumなどに比較される種やArietites、Lytocerasといった23種のアンモナイトが識別され、これらがライアス統（=下部ジュラ系）の上部に属することが明らかにされた。　
1899年（明治32年）には、岡田英夫により石町のアンモナイトの産地が見出され、1904年に横山によりアンモナイトの新種として井上・岡田両氏にちなむ種名が与えられた。これらのアンモナイト含有層は当時、Rhaetic plant-bed（現在の三畳系美祢層群）を覆う硯石統に属するものとされ、井上により硯石統が下部のNon-Schalstein Part（非輝緑凝灰岩部）、すなわち現在の豊浦層群、とその上部のSchalstein-bearing Part（輝緑凝灰岩挟在部）、すなわち赤色頁岩（山口県の伝統工芸品の赤間硯の原石は輝緑凝灰岩とも呼ばれる）を挟在する現在の関門層群とに識別されたとされる。下部のclayslate（粘板岩）が風化した頁岩からの産出としてHarpocerasの2種を除く4属6種の新種のアンモナイトが記載され、これらが上部ライアス統と密接な関係があることが確かなものとなった。　
後に、硯石層の存在しない下部の非輝緑凝灰岩部は、矢部長克によって豊浦統と称されることになる。　
1904年に横山により記載されたアンモナイト（現在の学名を右に記す＜西中山層の項目を参照＞）は以下の通りである。
- Hildoceras chrysanthemum Yokoyama（= Cleviceras chrysanthemum）

- Hildoceras densicostatum Yokoyama（= Cleviceras chrysanthemum）

- Hildoceras Inouyei Yokoyama（= Harpoceras inouyei）

- Grammoceras(?) Okadai Yokoyama（= Polyplectus okadai）

- Harpoceras sp.（= Cleviceras cf. exaratum）

- Harpoceras sp.

- Coeloceras subfibulatum Yokoyama（= Peronoceras subfibulatum）

- Dactylioceras helianthoides Yokoyama

1907年（明治40年）には、農商務省の鈴木敏により東長野（現在の東長野層）から六放サンゴの1種のCyclolites sp.（=Chomatoseris cyclitoides）が報告された。
1922年（大正11年）には、地質調査所の小倉勉により歌野川上流（現在の歌野層）からの産出としてInoceramus （?)が報告され、1926年に小林貞一によってイノセラムス科二枚貝類の新種のInoceramus utanoensis Kobayashi（=Retroceramus utanoensis）および報告者の名にちなむInoceramus Ogurai Kobayashi（=Retroceramus ogurai）が記載された。
また、下関市の旧制長府中学校（現在の豊浦高等学校）のT. Nakano教諭から豊浦地域の植物化石（Onychiopsis elongata、Cladophlebis denticulataなど）が研究室に送られ、横山又次郎によって報告された手取植物群との大きな共通性が見出されたことで、ジュラ紀のトリゴニア層、上部ライアス統のアンモナイト層、イノセラムスの層準、および植物化石層の間の関係を明らかにするために豊浦地域が詳細に調査されることとなった。この調査により矢部による豊浦統は、下位より東長野層、西中山層、歌野層、七見層（原典では豊浦統はToyora Formation、各層はGroupとして記される）に区分され、現在の豊浦層群の原形が構築された。
南部地域では、小林により西中山層の下部および中部（現在の豊浦層群阿内層の分布域）からの産出として以下の植物化石（右に木村・大花による改訂で参照される学名などを記す）が報告されている。
シダ
- Onychiopsis elongata

- Cladophlebis denticulata（Cladophlebis sp. B）

- Cladophlebis argatula（?：鳥山による報告もある[94]）

- Ruffordia goepperti（Sphenopteris sp. C）

イチョウ類
- Baiera gracilis（?：鳥山による報告もある[94]）

ベネチテス類
- Zamiophyllum buchianum（Zamites sp. B）

- Williamsonia cf. pecten（Ptilophyllum cf. cutchense）

- Otozamites spp.（?）

ソテツ類
- Nilssonia nipponensis（Nilssonia sp.）

- Nilssonia orientalis（Nilssonia cf. densinervis）

- Nilssonia mediana（?：鳥山による報告もある[94]）

- Nilssonia compta（?：高橋による報告もある[95]）

球果類
- Podozamites lanceolatus（? ：高橋による報告もある[95]）

これ以降の研究史は各層の項目（東長野層、西中山層、歌野層、阿内層）を参照。